# اریش هانیش
اریش هانیش (آلمانی: Erich Hanisch; ۲۸ مه ۱۹۰۹ – نامشخص) قایقران کانو اهل آلمان بود.
وی در مسابقات کشوری و بین‌المللی در مجموع برندهٔ ۱ مدال نقره شده‌است.